# Гері (Західна Вірджинія)
Гері (англ. Gary) — місто (англ. city) в США, в окрузі Мак-Дауелл штату Західна Вірджинія. Населення — 773 особи (2020).

## Географія
Гері розташоване за координатами 37°21′48″ пн. ш. 81°32′9″ зх. д. / 37.36333° пн. ш. 81.53583° зх. д. (37.363212, -81.535710).  За даними Бюро перепису населення США в 2010 році місто мало площу 2,26 км², з яких 2,17 км² — суходіл та 0,09 км² — водойми.

### Клімат
| Клімат : Гері                 | Клімат : Гері | Клімат : Гері | Клімат : Гері | Клімат : Гері | Клімат : Гері | Клімат : Гері | Клімат : Гері | Клімат : Гері | Клімат : Гері | Клімат : Гері | Клімат : Гері | Клімат : Гері | Клімат : Гері |
| Показник                      | Січ.          | Лют.          | Бер.          | Квіт.         | Трав.         | Черв.         | Лип.          | Серп.         | Вер.          | Жовт.         | Лист.         | Груд.         | Рік           |
| Абсолютний максимум, °C       | 26,1          | 26,1          | 30,6          | 32,2          | 34,4          | 38,9          | 38,9          | 37,8          | 37,8          | 33,3          | 28,3          | 26,1          | 38,9          |
| Середній максимум, °C         | 6,7           | 8,9           | 13,3          | 19,4          | 23,9          | 27,8          | 30,0          | 29,4          | 25,6          | 20,0          | 14,4          | 8,9           | 19,1          |
| Середній мінімум, °C          | −6,1          | −4,4          | −1,1          | 2,8           | 7,8           | 12,8          | 15,6          | 15,6          | 11,7          | 4,4           | −0,6          | −4,4          | 4,5           |
| Абсолютний мінімум, °C        | −32,2         | −21,1         | −21,1         | −9,4          | −3,3          | 0,0           | 3,9           | 4,4           | −1,1          | −10           | −17,2         | −22,8         | −32,2         |
| Норма опадів, мм              | 92            | 76            | 86            | 95            | 108           | 90            | 107           | 99            | 73            | 69            | 70            | 69            | 1033          |
| ----------------------------- | ------------- | ------------- | ------------- | ------------- | ------------- | ------------- | ------------- | ------------- | ------------- | ------------- | ------------- | ------------- | ------------- |
| Джерело: The Weather Channel. |               |               |               |               |               |               |               |               |               |               |               |               |               |

## Демографія
Згідно з переписом 2010 року, у місті мешкало 968 осіб у 391 домогосподарстві у складі 244 родин. Густота населення становила 428 осіб/км².  Було 536 помешкань (237/км²).
Расовий склад населення:
| - 70,8 % — білих - 27,7 % — чорних або афроамериканців - 0,2 % — азіатів - 0,1 % — корінних американців |

До двох чи більше рас належало 1,0 %. Частка іспаномовних становила 0,6 % від усіх жителів.
За віковим діапазоном населення розподілялося таким чином: 16,9 % — особи молодші 18 років, 52,4 % — особи у віці 18—64 років, 30,7 % — особи у віці 65 років та старші. Медіана віку мешканця становила 52,4 року. На 100 осіб жіночої статі у місті припадало 85,8 чоловіків;  на 100 жінок у віці від 18 років та старших — 80,7 чоловіків також старших 18 років.
Середній дохід на одне домашнє господарство  становив 44 708 доларів США (медіана — 31 667), а середній дохід на одну сім'ю — 58 569 доларів (медіана — 44 688). Медіана доходів становила 61 094 долари для чоловіків та 26 667 доларів для жінок. За межею бідності перебувало 17,2 % осіб, у тому числі 21,4 % дітей у віці до 18 років та 9,5 % осіб у віці 65 років та старших.
Цивільне працевлаштоване населення становило 187 осіб. Основні галузі зайнятості: сільське господарство, лісництво, риболовля — 23,5 %, освіта, охорона здоров'я та соціальна допомога — 23,0 %, роздрібна торгівля — 16,0 %, публічна адміністрація — 10,2 %.